# 杭州丝绸印染联合厂
杭州丝绸印染联合厂，简称杭丝联，位于丽水路166号，京杭大运河拱墅段东岸。1954年筹建，1958年1月由纺织工业部下放地方管理，改名为地方国营杭州丝绸印染联合厂。1958年6月动工兴建，1960年第二期工程完成后，正式定名“杭州丝绸印染联合厂”。1960年底投产。2000年10月8日正式宣告破产。2001年10月，破产的杭丝联回购部分资产，重组为“杭州丝联实业有限公司”。2007年创办丝联166文化创意产业园。